# مقاطعة وولف (كنتاكي)
مقاطعة وولف (بالإنجليزية: Wolfe County, Kentucky)‏ هي إحدى مقاطعات ولاية كنتاكي في الولايات المتحدة. تأسست سنة 1860، بلغ عدد سكانها 7355 نسمة في عام 2010 حسب إحصاء مكتب تعداد الولايات المتحدة .

## وصلات خارجية
- United States Counties